# Comité national ukrainien
 (octobre 2019).
Si vous disposez d'ouvrages ou d'articles de référence ou si vous connaissez des sites web de qualité traitant du thème abordé ici, merci de compléter l'article en donnant les références utiles à sa vérifiabilité et en les liant à la section « Notes et références ».
Le Comité national ukrainien est un organe politique et civique mis en place en Allemagne en octobre et en novembre 1944 pour défendre les intérêts de l'Ukraine devant les autorités allemandes nazi.
La déroute militaire allemande sur le front de l'Est entraîne un changement dans la politique allemande envers l'Europe orientale. Les autorités allemandes libèrent certains dirigeants politiques ukrainiens comme Andry Melnyk et Stepan Bandera des camps de concentration dans le but d'en faire des alliés de circonstance. Il s'ensuit la fondation du Comité national ukrainien. Outre les dirigeants libérés, les fondateurs du Comité comportaient (à l'exception de Stepan Bandera qui reste en retrait) Andry Livytsky, l'hetman Skoropadsky et diverses organisations ukrainiennes.
Le fondateur du Comité pour la libération des peuples de Russie, Andreï Vlassov, qui prétendait représenter tous les éléments anti-bolcheviques de l'URSS amena les dirigeants ukrainiens à mettre en place leur propre organisation. L'ensemble des tendances politiques ukrainiennes acceptèrent que ce soit le général Pavlo Chandrouk qui préside le Comité.
Les autorités allemandes ne reconnaissent pas ce Comité, souhaitant le voir subordonné à Vlassov. Devant le refus des Ukrainiens, ils finissent par le reconnaître le 12 mars 1945. Les forces armées de ce Comité sont composées notamment d'effectifs de l'Armée de libération ukrainienne et de la Division SS Galicie. 
Le 25 avril 1945, la Division SS Galicie fit le serment d'allégeance au peuple ukrainien et devint la Première division de l'Armée nationale ukrainienne.
La désintégration de l'Allemagne nazie mit fin aux activités du Comité.